# Zmeuret
Zmeuret – wieś w Rumunii, w okręgu Prahova, w gminie Starchiojd. W 2011 roku liczyła 57 mieszkańców.